# Alaksandr Siankiewicz
Alaksandr Siankiewicz, biał. Аляксандр Антонавіч Сянкевіч (ur. 1 lutego 1884 w Michałowszczyźnie, zm. w styczniu 1938 w Mińsku) – białoruski działacz społeczny i polityczny, lekarz, ludowy komisarz (narkom) zdrowia Białoruskiej SRR (1921).
Po ukończeniu seminarium duchownego w Nieświeżu kształcił się na fakultecie medycznym Uniwersytetu w Baltimore. Już podczas studiów zajmował się publicystyką.
W 1906 roku organizował zjazd nauczycielski w Michałowszczyźnie, po czym był zmuszony wyemigrować do USA, gdzie zaangażował się w działalność socjalistyczną. W 1917 roku powrócił do Rosji, na Daleki Wschód, organizował tam służbę zdrowia przy sowieckich wojskach.
W 1921 roku powrócił na Białoruś, gdzie został narkomem ochrony zdrowia (1921). W 1928 roku mianowano go rektorem Uniwersytetu im. Lenina. Od 8 września 1929 do 26 stycznia 1931 wchodził w skład Sekretariatu KC Komunistycznej Partii (bolszewików) Białorusi, jednocześnie do 5 listopada 1930 kierował Wydziałem Kultury i Propagandy KC KP(b)B, później pracował w Instytucie Literatury i Sztuki Akademii Nauk Białoruskiej SRR. 10 stycznia 1938 roku został aresztowany, następnie skazany na karę śmierci i stracony.